# Jacques Dubochet
Jacques Dubochet (Aigle, Vaud, Suïssa, juny de 1942) és un biofísic suís retirat. Antic investigador del Laboratori Europeu de Biologia Molecular de Heidelberg, Alemanya, i professor honorari de biofísica a la Universitat de Lausana a Suïssa.
Va compartir el Premi Nobel de Química amb Joachim Frank i Richard Henderson, en el 2017 «pel desenvolupament de criomicroscopía electrònica per a la determinació d'estructures d'alta resolució de biomolècules en solució, la decantació dels elements químics».